# St. Michael (Wertingen)

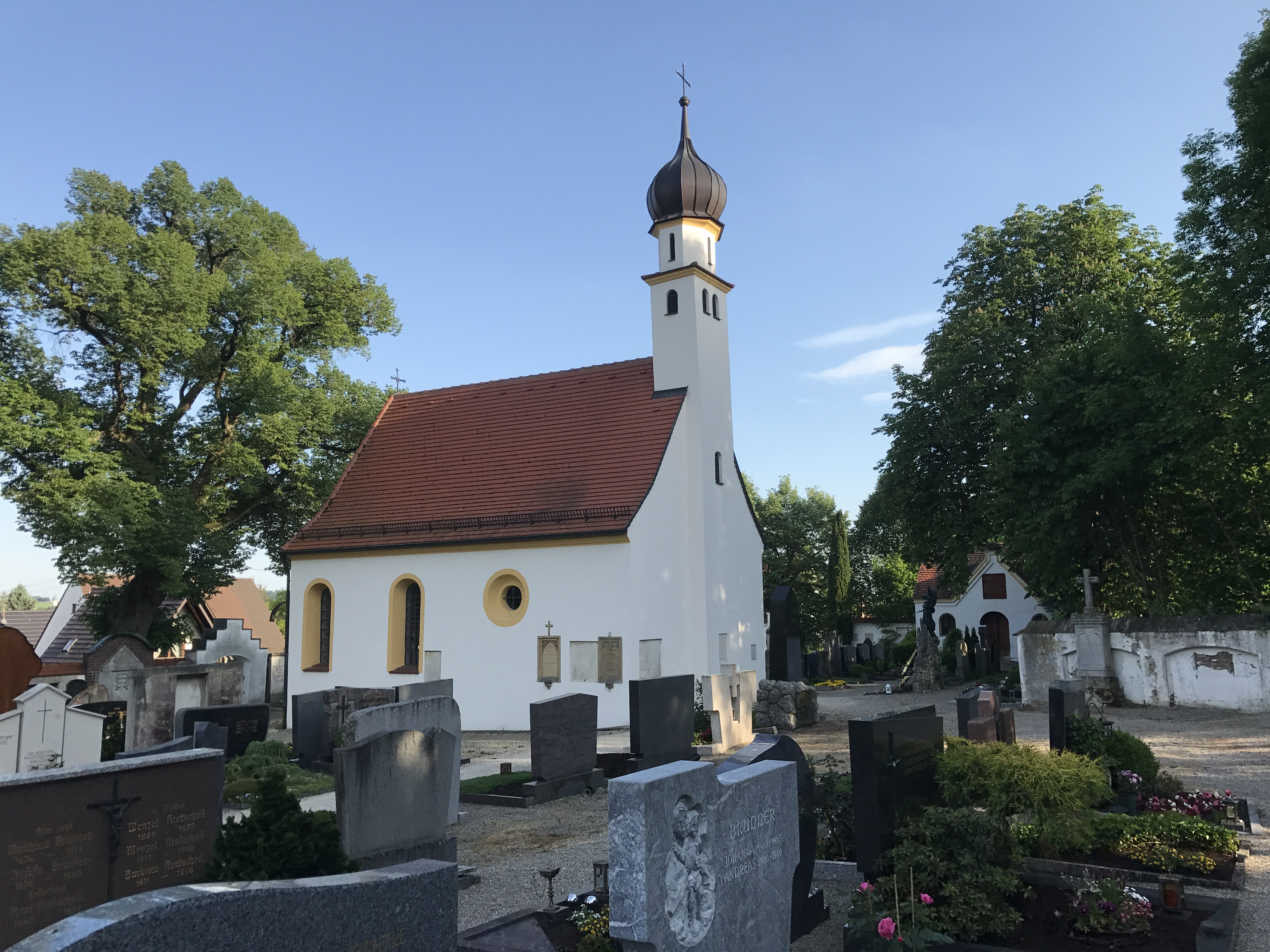
St. Michael in Wertingen

Die römisch-katholische Friedhofskapelle St. Michael steht in Wertingen, einer Stadt im schwäbischen Landkreis Dillingen an der Donau von Bayern. Das Bauwerk ist in der Liste der Baudenkmäler in Wertingen als Baudenkmal unter der Nr. D-7-73-182-37 eingetragen.

## Beschreibung
Die Kapelle wurde um 1600 erbaut. Sie besteht aus einem Langhaus und einem dreiseitig geschlossenen Chor im Osten. Über der Fassade im Westen schneidet ein Giebelreiter ein, dessen achteckiges Obergeschoss mit einer Zwiebelhaube bedeckt ist. An der Außenwand befinden sich Epitaphien. Im Innenraum befindet sich das Wappen derer von Pappenheim in einer Kartusche.